# Chiesa di San Romualdo abate
La chiesa di San Romualdo Abate è un edificio religioso che si trova a Roma, nella frazione di Monte Migliore. Vi ha sede la parrocchia affidata ai sacerdoti Oblati Figli della Madonna del Divino Amore del clero diocesano di Roma.

## Storia

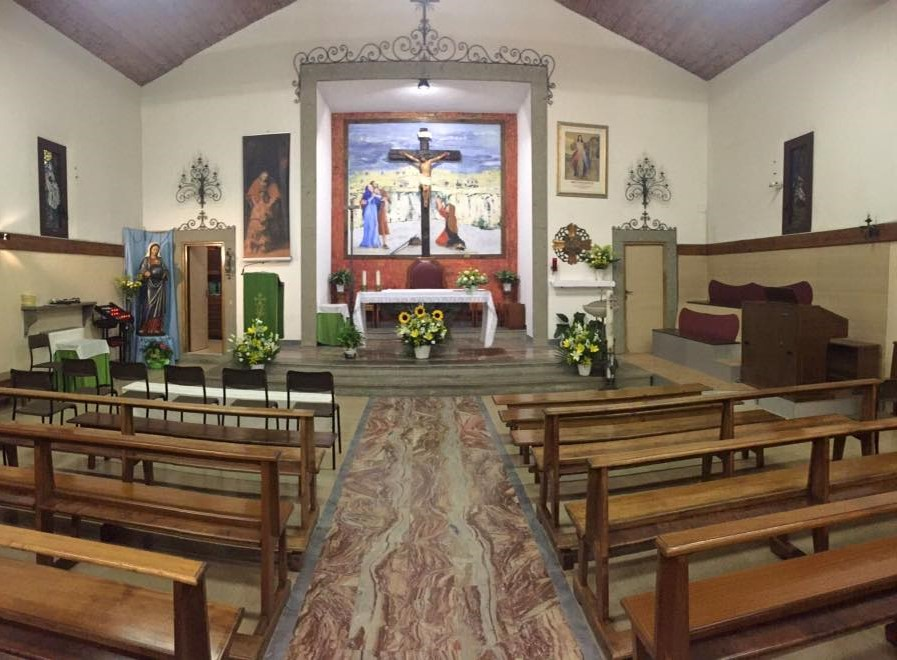
L'interno della chiesa di San Romualdo Abate a Monte Migliore

Originariamente era una piccola struttura rurale sita in una zona di estrema periferia di Roma, che solo dal 1960 ha cominciato a popolarsi più densamente. Allora, tuttavia, la cura pastorale delle anime di quella zona era affidata alla parrocchia Santa Maria Assunta e San Michele Arcangelo in Castel Romano. Eretta a vicecura il 1º ottobre 1974, la parrocchia San Romualdo Abate a Monte Migliore viene fondata il 1º novembre 1979 con la bolla "Il Santo Padre" del cardinale vicario Ugo Poletti.
La parrocchia diventò man mano il centro di riferimento di tutta la comunità: la chiesa su sistemata e restaurata e fu attrezzata l'area esterna. È in questi anni, inoltre, che nascono la festa patronale di san Romualdo (ancora celebrata il 19 giugno) e la festa della Madonna del Coltivatore (la cui statua è tuttora venerata in parrocchia). Si costituiscono anche i primi gruppi giovanili e un gruppo scout, oggi tuttavia non più esistente. Il 3 novembre 1994, la parrocchia fu visitata dal papa Giovanni Paolo II, la cui casula si trova esposta come reliquia in chiesa.

## Arte ed architettura

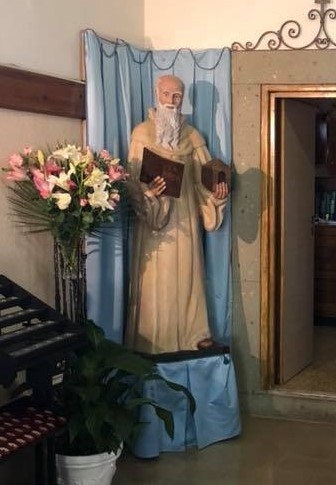
La statua di San Romualdo Abate, opera in resina di Barbara Femia

La chiesa è una struttura molto semplice: un unico piccolo vano con tetto in legno a capriate. Sulla facciata, a capanna, è presente un rosone in vetro colorato raffigurante la colomba dello Spirito Santo. La porta di ingresso, in vetro e alluminio, rappresenta invece una croce stilizzata.
Il presbiterio, piccolo e semplice, è impreziosito da un crocifisso in legno a cui fa da sfondo una tela dell'artista Barbara Femia realizzata nel 2015 che rappresenta il Calvario. L'arredo liturgico è sobrio ed essenziale: l'altare è in pietra e rappresenta un albero, sul cui tronco è inciso il chrismon, segno di Cristo Vincitore, che sostiene la mensa. La sede presidenziale è realizzata in legno con i cuscini in pelle. Il fonte battesimale consiste in una base in ferro battuto che sorregge la vasca in marmo. Anche il porta cero pasquale e l'ambone sono in ferro battuto. Il tabernacolo per la custodia dell'Eucaristia, in metallo cesellato ramato, trova posto a lato dell'altare.
La chiesa non presenta un particolare pregio artistico. In essa trovano spazio la statua di san Romualdo, opera in resina di Barbara Femia, e la statua lignea della Madonna dei Coltivatori. Una Via Crucis in metallo e alcuni quadri (San Giuseppe artigiano, la Madonna del Divino Amore e Gesù misericordioso) si trovano sulle pareti. Inoltre, a decorare l'ambiente, vi sono delle applique luminose in ferro battuto e delle vetrate alle finestre raffiguranti scene della vita del santo cenobita.

## Luoghi sussidiari di culto
La parrocchia di San Romualdo Abate può contare sull'ausilio di alcune cappelle che ricoprono il vasto territorio delle Cinque Colline di via Laurentina, ricadenti tutte sotto la giurisdizione della parrocchia:
- la cappella di San Giuseppe Lavoratore, nella frazione di Colle dei Pini
- la cappella di Santa Serena, nella frazione di Schizzanello
- la cappella di San Pietro Chanel, nella frazione della Solfarata
- la cappella delle suore domenicane ancelle del Signore, presso l'istituto Veritas a Monte Migliore.